# 神奈川県道218号弥生台桜木町線

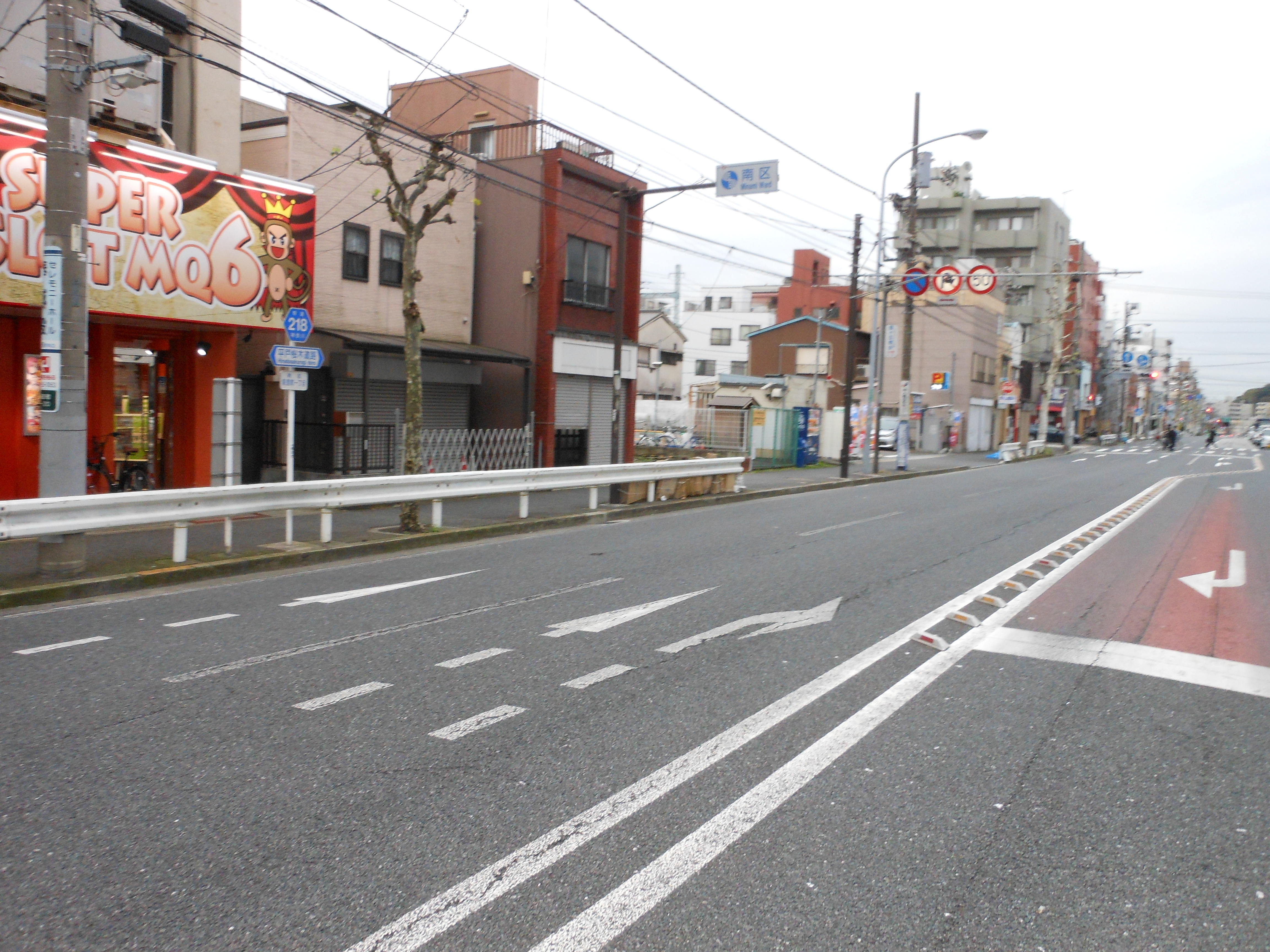
沿線風景（初音町交差点付近）

神奈川県道218号弥生台桜木町線（かながわけんどう218ごう やよいだいさくらぎちょうせん）は、神奈川県横浜市泉区弥生台から同市中区桜木町間を通る県道である。

## 概要
本路線は横浜市の都市計画道路である権太坂和泉線（一部区間）、および桜木東戸塚線（全線、現状で開通している山谷交差点〜終点までの区間は通称「平戸桜木道路」とも呼ばれる）として整備が進められている。両路線とも横浜市内における幹線道路であり、特に権太坂和泉線は同市において環状2号〜環状4号を結ぶために計画されたことから、「3環状10放射道路」を構成する放射路線の一つとなっている。
なお、前述の「平戸桜木道路」と呼称される区間はかつて神奈川県道202号に該当したが、全線が本路線に合併されたことから、現在では202号は欠番となっている。

## 通過する自治体
- 横浜市（泉区、戸塚区、南区、中区）

## 路線整備状況
権太坂和泉線「名瀬・岡津地区」および桜木東戸塚線「名瀬地区」（合わせて約2.5km）の整備事業では、先行して整備が進められていた名瀬川遊水地西側の名瀬街道（横浜市道名瀬第241号線、現道の峠道）との交差部に当たる栄橋南交差点（新設）〜名瀬下交差点までの約1.2kmの区間（桜木東戸塚線「名瀬地区」の全範囲含む）について、2016年（平成28年）3月までに整備が完了し開通（当面は往復2車線道路として運用されるが、将来的には往復4車線となる予定）している。なお、同時点で未整備箇所に当たる新橋町西田橋交差点〜前述の栄橋南交差点までの区間（権太坂和泉線「名瀬・岡津地区」の残存区間約1.3km、※同時点で道路整備未着工）については、用地取得の完了していない箇所が複数存在するが、2022年時点では区間内に整備されるトンネル工事の着工に向けて動き出している（整備事業の詳細については後節の「都市計画道路権太坂和泉線」も参照）。
この他、桜木東戸塚線の「平戸地区」（延長約670m）も1989年（平成元年）から事業を開始し事業中区間となっている。しかし、30年近く経過した2017年3月時点で道路整備の本着工には至っておらず、さらに用地の取得が完了していない箇所も未だ残っているが、2022年時点ではこちらもようやく区間内に整備されるトンネル工事の着工に向けて動き出している（整備事業の詳細については後節の「都市計画道路桜木東戸塚線」も参照）。

### 重複区間
- 都市計画道路権太坂和泉線（泉区弥生台 (県道起点) - 戸塚区名瀬町）
  - 供用区間：弥生台交差点〜新橋町西田橋交差点（Google マップ）/栄橋南交差点（名瀬街道交差部）〜名瀬中村橋付近（桜木東戸塚線接続部）（Google マップ）
- 都市計画道路桜木東戸塚線（戸塚区名瀬町 - 中区桜木町一丁目 (県道終点)）
  - 供用区間：名瀬中村橋付近（同路線終点部）〜東戸塚陸橋 (環状2号交差部)（Google マップ）/山谷交差点〜桜木町二丁目交差点付近（Google マップ）

※共に本項県道とは、起点側および終点側の位置関係（向き）が逆である。

### 都市計画道路権太坂和泉線
都市計画道路権太坂和泉線（3・4・10号）は横浜市保土ケ谷区狩場町の権太坂（国道1号）付近を起点として、同市戸塚区品濃町「環2境木交差点」にて環状2号と接続し、同市泉区和泉町の環状4号（横浜市主要地方道18号）「かもめパーク入口交差点（旧：上飯田町広中塚交差点）」までを結ぶ延長約9.58kmの路線である。前述の通り、横浜市において「3環状10放射道路」を構成する放射路線の一つとなっている。2018年3月の時点で、戸塚区品濃町「境木地蔵尊前交差点」付近〜「環2境木交差点」〜東戸塚駅北東側および、泉区新橋町「新橋町西田橋交差点」〜本項県道起点の同区弥生台・神奈川県道402号阿久和鎌倉線（かまくらみち）「弥生台交差点」〜「泉警察署前交差点」〜「かもめパーク入口交差点」までの整備がほぼ完了している。
また、現在整備事業が進行中の「名瀬・岡津地区」（戸塚区名瀬町〜泉区新橋町）では、前述の通り2016年（平成28年）3月までに一部区間の整備が完了し開通している。同地区残存部の整備事業については総延長約230mのトンネルとして整備する区間もあるため、着工までに時間がかかっているが、このトンネル区間は2022年（令和4年）度に準備工事を着手する予定で、本区間全体については2027年（令和9年）度頃までの整備完了を目指している。一方、未整備区間の中でも東戸塚駅北東側〜（JR線や横浜新道と交差）〜名瀬町間については、土地区画整理事業の一環により先行して途中まで整備されたマンション（フォートンの国）下のトンネルを除き、事業化の見通しが立っていないのが現状である。
なお同路線のうち、本項県道との重複区間は戸塚区名瀬町〜泉区弥生台「弥生台交差点」までが該当し、名瀬町では同じく重複する桜木東戸塚線の終点部（名瀬中村橋付近の交差点）より本項県道を引き継ぐ形となっている。

### 都市計画道路桜木東戸塚線
都市計画道路桜木東戸塚線（3・4・1号）は本項県道の終点に当たる横浜市中区桜木町「桜木町二丁目交差点」付近を起点として、同市戸塚区名瀬町（終点部）までを結ぶ延長約10.54kmの路線である。全線が本項県道の一部となっている。起点から戸塚区平戸「山谷交差点」までは整備が完了しており、この区間は「平戸桜木道路」とも通称される。また、環状2号と接続する同区平戸町の東戸塚陸橋〜同区名瀬町「名瀬下交差点」までの整備も完了しており、さらにその先の終点までの区間についても「名瀬地区」として整備事業が進められ、前述の通り2016年（平成28年）3月までに整備が完了し開通している。
この他、最後の未整備区間となる「山谷交差点」〜東戸塚陸橋間（平戸地区）については、大部分（61％に当たる約410m）がトンネルによって接続する計画となっているため、短期間に多くの事業費がかかることから直ぐには整備が進められない状況（事業の進め方について調整中）となっているが、横浜市道路局では二つ整備するトンネルのうち「第2トンネル」を2022年（令和4年）度以降に先行整備する計画で、本区間全体について2032年（令和14年）度（※2027年〈令和9年〉度より延長予定）頃までの整備完了を目指している。

## 通称
- 平戸桜木道路（戸塚区平戸 - 中区桜木町一丁目）

## 接続・交差する道路等
- 神奈川県道402号阿久和鎌倉線 (かまくらみち) （弥生台交差点）：起点
（この交差点付近（一画）では、将来的に環状3号線 (阿久和鎌倉線と平行して整備) とも接続する計画[25]）
- 神奈川県道401号瀬谷柏尾線（新橋町西田橋交差点）
（新橋町西田橋交差点 - 白百合団地入口交差点の一部区間が県道401号と重複）
（白百合団地入口交差点 - 名瀬下交差点まで事業中区間）
（この区間では、名瀬街道 (横浜市道名瀬第241号線、現道の峠道) および都市計画道路中田さちが丘線と接続する計画）
（名瀬川遊水地西側の名瀬街道との交差部に当たる栄橋南交差点〜名瀬下交差点まで先行して整備完了（当面は往復2車線運用））
（栄橋南交差点より先の名瀬川遊水地南側には往復4車線規格の中村栄橋を整備済み）
（桜木東戸塚線の終点部に当たる名瀬中村橋付近の交差点で、権太坂和泉線の起点側（権太坂・境木地蔵尊方面、未整備区間あり）と接続）
- 名瀬道路（名瀬下交差点）
- 横浜新道（名瀬橋、立体交差・接続なし）
- 〔JR東海道線・横須賀線（天王山橋、立体交差）〕
- 環状2号線（東戸塚陸橋）
（東戸塚陸橋 - 山谷交差点まで未成区間）
- 国道1号（山谷交差点）
- 横浜横須賀道路（大池交差点、立体交差・接続なし）
- 〔京急本線（弘明寺駅入口、立体交差）〕
- 横浜市主要地方道84号保土ヶ谷宮元線（環状1号線）（井土ヶ谷交差点）
- 首都高速神奈川3号狩場線（花之木出入口）
- 〔京急本線（南太田駅前、立体交差）〕
- 横浜市主要地方道81号藤棚伊勢佐木線（初音町交差点）
- 〔京急本線（日ノ出町駅前、立体交差）〕
- 横浜市主要地方道80号横浜駅根岸線（日ノ出町交差点）
- 横浜市道新横浜通り（花咲町二丁目交差点）
- 国道16号（桜木町二丁目交差点）：終点